# Isla Jorge Montt
L'isla Jorge Montt è un'isola del Cile meridionale nell'oceano Pacifico. Appartiene alla regione di Magellano e dell'Antartide Cilena, alla provincia di Última Esperanza e al comune di Natales. È la seconda isola più grande dell'arcipelago di Hanover. L'isola è compresa nel parco della Reserva Nacional Alacalufes.
L'isola porta il nome di Jorge Montt, presidente del Cile dal 1891 al 1896.

## Geografia
L'isola Jorge Montt si trova nella parte sud-est dell'arcipelago e si affaccia a est sul canale Castro. Lungo gli altri lati, canali senza nome la separano dalle altre isole dell'arcipelago. L'isola ha una forma irregolare ed è solcata da profonde insenature e fiordi. La sua superficie è di 536,5 km² e ha uno sviluppo costiero di 293,9 km; misura circa 24 miglia di lunghezza per 16 nel punto di massima larghezza.